# Pseudohelina phaeoxantha
Pseudohelina phaeoxantha är en tvåvingeart som först beskrevs av Fritz Isidore van Emden 1951.  Pseudohelina phaeoxantha ingår i släktet Pseudohelina och familjen husflugor. Inga underarter finns listade i Catalogue of Life.